# Graach an der Mosel

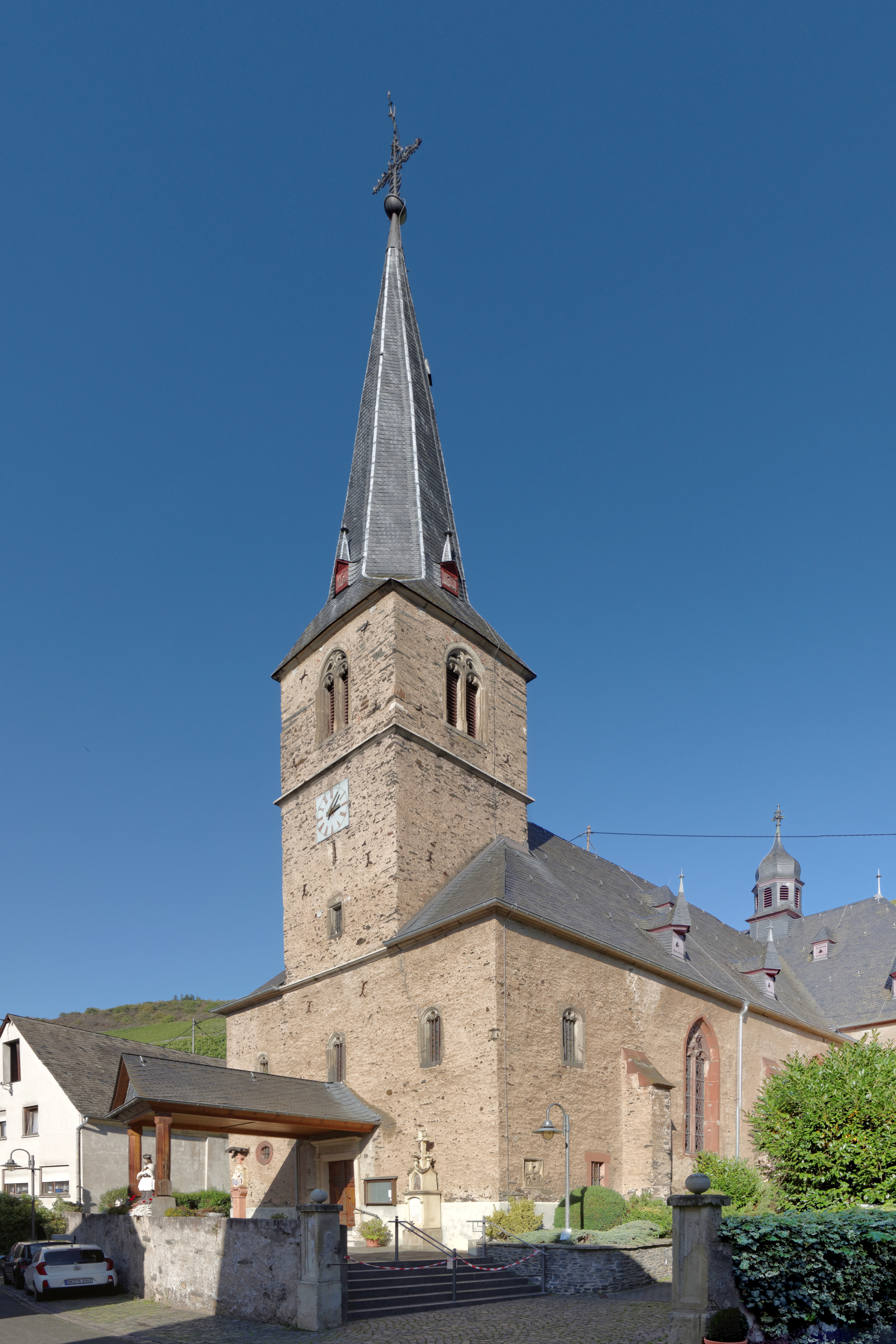
Graach, Kirche

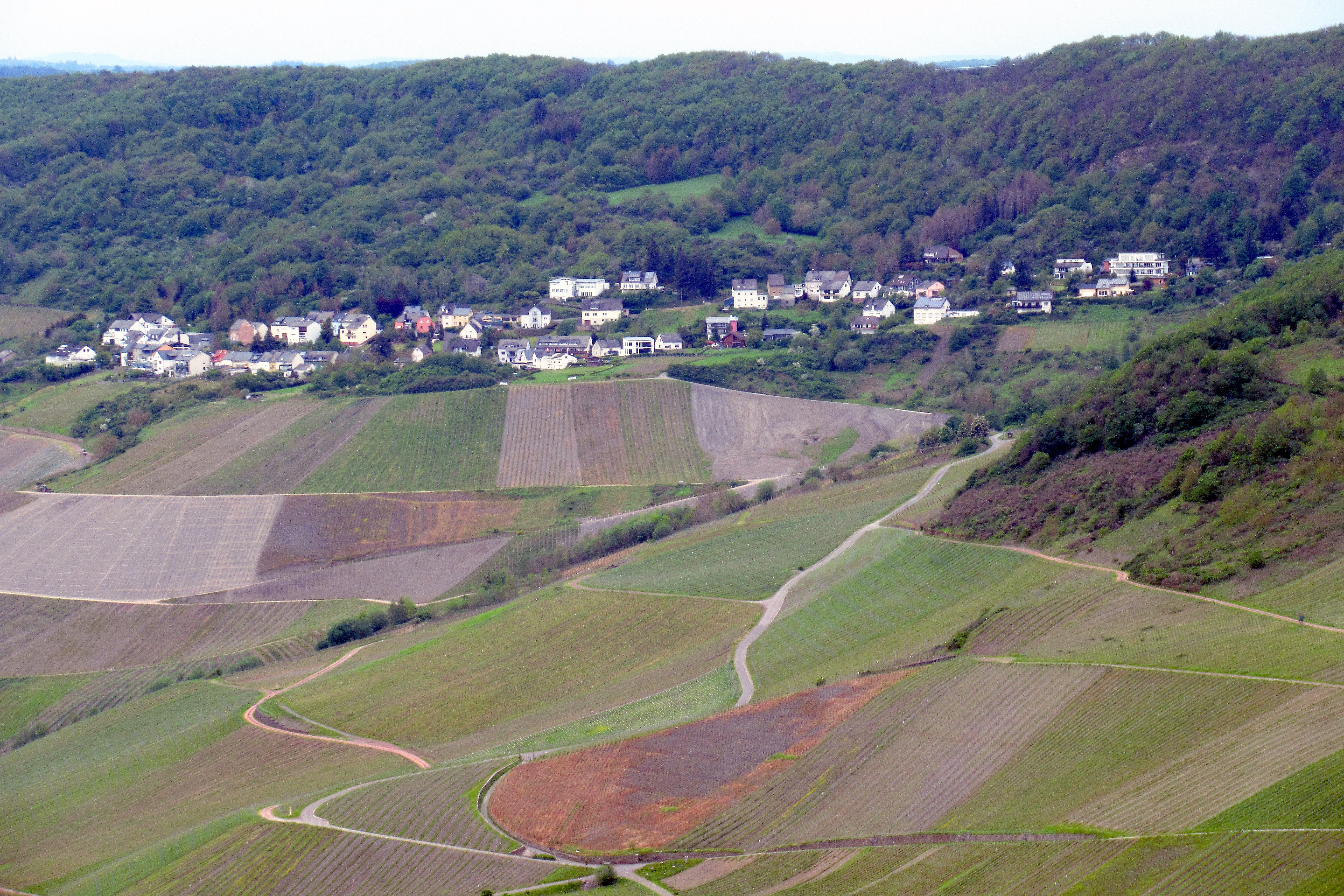
Graacher Schäferei

Graach an der Mosel ist eine Ortsgemeinde im Landkreis Bernkastel-Wittlich in Rheinland-Pfalz. Sie gehört der Verbandsgemeinde Bernkastel-Kues an.

## Gemeindegliederung
Die Ortsgemeinde besteht aus den Ortsteilen Graach und Graach-Schäferei. Während Graach im Tal der Mosel liegt, befindet sich der Ortsteil Schäferei oberhalb der Weinberge auf etwa 300 m ü. NHN.

## Geschichte
Erstmals erwähnt wurde Graach im Jahre 975 als Gracha.
Graach gehörte bis zum Ende des 18. Jahrhunderts zum Kurfürstentum Trier. In der sogenannten Franzosenzeit gehörte der Ort von 1798 bis 1814 zum Kanton Bernkastel im Saardepartement, 1815 wurde er auf dem Wiener Kongress dem Königreich Preußen zugeordnet.
Seit 1946 ist der Ort Teil des Landes Rheinland-Pfalz.

## Politik

### Gemeinderat
Der Ortsgemeinderat in Graach besteht aus zwölf Ratsmitgliedern, die bei der Kommunalwahl am 9. Juni 2024 in einer personalisierten Verhältniswahl gewählt wurden, und dem ehrenamtlichen Ortsbürgermeister als Vorsitzendem.
Die Sitzverteilung im Ortsgemeinderat:
| Wahl | CDU | VBB | WGK | WGH | WGB | Gesamt   |
| ---- | --- | --- | --- | --- | --- | -------- |
| 2024 | 7   | –   | –   | –   | 5   | 12 Sitze |
| 2019 | 9   | –   | 3   | –   | –   | 12 Sitze |
| 2014 | 8   | –   | 1   | 3   | –   | 12 Sitze |
| 2009 | 8   | 2   | 2   | –   | –   | 12 Sitze |
| 2004 | 9   | 3   | –   | –   | –   | 12 Sitze |

- VBB = Vereinigung Bürger für Bürger e. V.
- WGK = Wählergruppe Kemmer
- WGH = Wählergruppe Heinz
- WGB = Wählergruppe Beucher

### Bürgermeister
Gerhard Zimmer (CDU) wurde 2009 Ortsbürgermeister von Graach an der Mosel. Bei der Direktwahl am 26. Mai 2019 wurde er mit einem Stimmenanteil von 66,67 % für weitere fünf Jahre in seinem Amt bestätigt. Bei der Direktwahl am 9. Juni 2024 setzte er sich mit 55,4 % gegen einen Mitbewerber durch.
Zimmers Vorgänger Werner Geller hatte das Amt zehn Jahre ausgeübt, war 2009 aber nicht erneut angetreten.

## Weinbau
Geprägt wird das Ortsbild von zumeist aus Bruchstein erbauten Winzerhäusern und Weingütern, von denen die überregional bekanntesten das Weingut Willi Schaefer und das Weingut Philipps-Eckstein sind.
Die Graacher Rebfläche liegt zu etwa 90 % im Steilhang und dient zu 95 % dem Anbau der Rebsorte Riesling. Einmalig ist die Häufung der kirchlichen Weinlagennamen wie Himmelreich, Dompropst und Abtsberg, die auf unvergängliche Weise die uralte Vorliebe der Kirchenfürsten und Klöster für Graacher Rebhänge bezeugen. Über eine vorwiegend von Weinbauern benutzte Straße ist Graach mit Bernkastel-Kues verbunden, wobei das hierbei zu durchfahrende Stadttor den Namen Graacher Tor trägt.
Der Winzer des Jahres 2007 (nach DLG) kommt von Graach-Schäferei, Patrick Philipps, Weingut Philipps-Eckstein.

## Persönlichkeiten
- Josef Schappe (1907–1994), deutscher Politiker und Widerstandskämpfer
- Johann Velten (1807–1883), deutscher Maler